# Cincelado
Cincelado arte que se trabaja con cincel y martillo en planchas de metal para convertirlas en alto o bajorrelieve de una figura. 

## Procedimiento
El cincelado se realiza sobre una plancha de metal algo dúctil y no demasiado dura, de algunas décimas de milímetro de espesor, generalmente cobre (0,8mm), alpaca (0,3mm) y en trabajos de calidad, plata (0,5mm) (las medidas son ejemplos). Para ser trabajado el metal se corta en planchas aproximadamente del tamaño deseado, y se lo pega en un preparado de resina vegetal o lacre con el que se ha cubierto totalmente el recipiente. De esta manera la resina amortiguará los golpes que se otra manera lastimarían mucho el material, además de permitir que la pieza pueda ser trasladada cómodamente. El cincelado no es una artesanía que requiera mucho espacio. En piezas de formas especiales, como cuchillos, mates y demás, la chapa es doblada y soldada antes de ser cincelada, y una vez dada la forma definitiva se la pega en la resina. El cincelado se trabaja "de arriba", es decir que, al contrario del repujado, el artesano trabaja sobre la superficie que quedará a la vista cuando la pieza esté terminada.
Una vez pegada la pieza en el lacre se marca la figura que se ha de cincelar. Existen muchos medios para hacerlo, como calcar un dibujo o dibujar con lápiz sobre el metal, y luego marcar en material con un punzón, buril, o cualquier cosa afilada. Entonces comienza el verdadero trabajo de cincelado.
Con un cincel recto o levemente curvo (resercador o uñete según la jerga) según la forma del dibujo se va marcando definitivamente la figura. Los golpes del martillo sobre la cabeza del cincel deben ser seguidos y parejos para producir una línea prolija. De esto resulta un surco del ancho de la punta del cincel y cuya profundidad varía de acuerdo a la fuerza con que fueron dados los golpes, como muestra la parte A de la Figura 1.
Figura 1
Cuando todo el dibujo está marcado se procede a hundir las partes que van hundidas con un cincel de cabeza plana, a la manera de un bajorrelieve (parte B de la Fig.1). De esa manera ya la parte alta se destaca con respecto al resto. En general se vuelve a marcar la pieza varias veces, de acuerdo a la profundidad que se le quiera dar. Finalmente la pieza se despega de la resina. Si lo que se quiere es un bajorrelieve o se está trabajando en una objeto con una forma especial (cuchillo, etc.) sólo queda limpiarla y darle brillo: si se desea un alto relieve, a la pieza se la trata como muestra la Figura 2.
Figura 2
Los trabajos cincelados suelen ser limpiados con ácido al terminar, para que brillen.

## Materiales del cincelado
Para realizar un cincelado se necesitan:
- Una plancha de metal moldeada y cortada a voluntad.
- Un juego de cinceles que se adecuen a las necesidades del dibujo.
- Un recipiente, preferentemente de forma hemisférica, lleno hasta el borde del preparado de resina.
- Un preparado de resina o lacre llevado a la ductilidad deseada mediante agregados de tiza para endurecer y grasa para ablandar.
- Un martillo de punta ancha y plana.

## Diseños del cincelado
El cincelado, especialmente el rioplatense, toma los diseños barrocos franceses y españoles, ya tradicionales en la platería argentina. Se puede, naturalmente, realizar una muy amplia variedad de figuras en cincelado, y en el trabajo de platos o adornos de pared son comunes las figuras de aves y flores. Se busca en general diseños que permitan al estilo expresar sus ventajas en la capacidad de reproducir texturas y profundidades. Se suelen combinar cincelados con fundidos en bronce en cuerpos como copas, y también está muy cercano al cincelado el grabado, que se usa para texturas finas o leyendas incorporadas al diseño.